# Charles Lapointe
Charles Lapointe, né le 17 juillet 1944 à Tadoussac, est un homme politique et gestionnaire en tourisme québécois.

## Biographie
Charles Lapointe a été député libéral fédéral de Charlevoix de 1974 à 1984. Durant son séjour à Ottawa, il administre plusieurs portefeuilles : Ministre d’État aux petites entreprises et tourisme, Ministre d’État aux Relations extérieures, Ministre des Approvisionnements et Services, et finalement Ministre des Travaux publics. M. Lapointe est membre du Conseil privé du Gouvernement du Canada.
Par la suite, de 1985 à 1989, Charles Lapointe est à l'emploi de Lavalin et à ce titre a été président-directeur général de l’IACO (International Aeroplane Company) en Irlande, une filiale de la firme internationale d’ingénierie Lavalin en 1988-89.  
Charles Lapointe a occupé le poste de président-directeur général de Tourisme Montréal (Office des Congrès et du Tourisme du Grand Montréal) de l'automne 1989 à l'été 2013. 
Il a été président du Conseil de la Commission canadienne du tourisme de décembre 2002 à décembre 2007.  Il a également été président du Partenariat du Quartier des spectacles à Montréal de 2003 à 2012, et est membre, entre autres, des conseils d’administration du Musée des beaux-arts de Montréal, du Palais des congrès de Montréal et des Aéroports de Montréal. Il a représenté le Canada au Conseil exécutif de l'Organisation mondiale du tourisme de 2005 à 2007.

## Scandale
Le mercredi 27 novembre 2013, le Vérificateur général du Québec, Michel Samson, dénonce les dépenses excessives de Charles Lapointe, à la direction de Tourisme Montréal pendant 24 ans. L'ex-PDG a obtenu 654 000$ à titre d'indemnité de départ. Pour sa dernière année, il a gagné 398 000 $. Charles Lapointe a remboursé 70 000 $ de son indemnité de départ après que le Vérificateur eut constaté qu'on lui versait une allocation d'auto de 10 800 $ par année tout en lui fournissant une limousine et un chauffeur.

## Honneurs
- Le Parc Charles-Lapointe honore sa mémoire à Forestville.
- Charles Lapointe a reçu le Grand Prix des relations publiques 1999 de la Société des relationnistes du Québec;
- Il a été nommé Personnalité de la Semaine du journal La Presse en décembre 2000;
- Il a été récipiendaire, en 2005, d’un prix de distinction de l’Université Concordia en reconnaissance de sa contribution au monde des affaires.